# 索勒 (上马恩省)
索勒（法語：Saulles，法語發音：[sol]）是法国上马恩省的一个市镇，属于朗格勒区。

## 地理
索勒（47°42'35"N, 5°31'13"E）面积17.18 平方千米，位于法国大東部大區上马恩省，该省份为法国东北部内陆省份，北起马恩省和默兹省，西接奥布省，西南接科多尔省，东南接上索恩省，东临孚日省。
与索勒接壤的市镇（或旧市镇、城区）包括：贝尔蒙、尚瑟夫赖讷、格勒南、尚普利特。

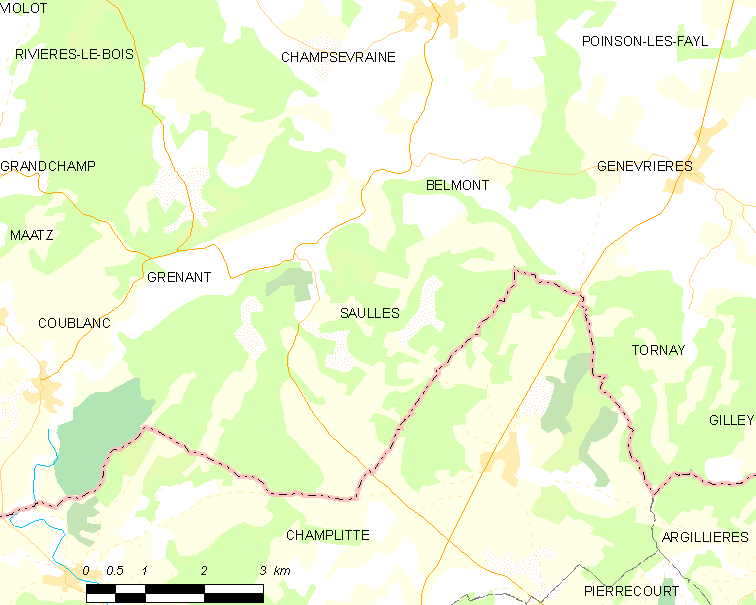
的OSM定位图

索勒的时区为UTC+01:00、UTC+02:00（夏令时）。

## 行政
索勒的邮政编码为52500，INSEE市镇编码为52464。

## 政治
索勒所属的省级选区为沙兰德雷县。

## 人口

1962-2008年间人口变化图示

索勒于2022年1月1日时的人口数量为52人。